# تیلور هاروود
تیلور هاروود-بلیس (انگلیسی: Taylor Harwood-Bellis؛ زادهٔ ۳۰ ژانویهٔ ۲۰۰۲) بازیکن فوتبال اهل بریتانیا است که به صورت قرضی برای باشگاه ساوت‌همپتون بازی می‌کند.

وی همچنین در تیم‌های ملی فوتبال زیر ۱۶ سال انگلستان، زیر ۱۷ سال انگلستان، زیر ۱۹ سال انگلستان، زیر ۲۰ سال انگلستان، و زیر ۲۱ سال انگلستان بازی کرده‌است.